# Вреде, Фердинанд (старший)
Фердинанд Вреде (нем. Ferdinand Wrede; 28 июля 1827, Брёккель — 20 января 1899, Франкфурт-на-Одере) — немецкий пианист и композитор. Отец лингвиста Фердинанда Вреде.
Сын органиста. Окончил гимназию в Целле, затем учился в Ганновере у Генриха Маршнера, в Брауншвейге у Альберта Метфесселя и Анри Литольфа. В течение года преподавал частным образом и концертировал как пианист, в 1852 г. обосновался в Шпандау как органист церкви Святого Николая. С 1868 г. работал во Франкфурте-на-Одере: кантор франкфуртского Собора Святой Марии, руководитель городской Певческой академии и лидертафеля, вокальный педагог. С 1872 г. королевский музикдиректор. Годы руководства Вреде считаются периодом расцвета в музыкальной жизни города, он принадлежал к наиболее авторитетным музыкальным деятелям Бранденбурга.
Автор фортепианных, хоровых и вокальных сочинений. Переложил для фортепиано партитуру оперы Гектора Берлиоза «Бенвенуто Челлини» и его же увертюру «Римский карнавал».